# Carlos Ponce
Carlos Ponce, född den 4 september 1972 i Santurce, Puerto Rico, är en amerikansk skådespelare. I Just My Luck spelar han Ashley Albrights (Lindsay Lohan) granne, Antonio. Ashley frågar om han vill gå på en "blinddate" med hennes chef, Peggy Braden. Antonio och Peggy är som gjorda för varandra och bestämmer sig för att gifta sig med varandra. 
Carlos har även gästspelat i Beverly Hills 90210 1998 och i Sjunde himlen.